# Black Widow (bài hát của Pristin)
Black Widow là bài hát được thu âm bởi nhóm nhạc nữ Hàn Quốc Pristin cho album mini đầu tiên của họ Hi! Pristin (2017). Nó được phối lại và sau đó được phát hành dưới dạng đĩa đơn thứ hai của album vào ngày 19 tháng 5 năm 2017. Bài hát được viết bởi các thành viên Roa và Sungyeon, cũng như Simon Petrén và Ylva Dimberg.

## Bối cảnh và phát hành
Sau chương trình giới thiệu cho đĩa đơn đầu tay "Wee Woo" kết thúc, vào ngày 15 tháng 5, Pristin sẽ quảng bá "Black Widow" như một món quà đặc biệt cho người hâm mộ. Vài ngày sau, vào ngày 19 tháng 5, một phiên bản phối lại của bài hát đã được phát hành trên các nhà bán lẻ kỹ thuật số Hàn Quốc. Mặc dù nó không nhận như một video âm nhạc chuẩn, một video luyện tập vũ đạo với toàn bộ vũ đạo cho bài hát đã được phát hành thông qua kênh YouTube chính thức của Pristin vào ngày 14 tháng 5.

## Soạn nhạc
"Black Widow" là một bài hát uptempo với nhịp đập bẫy, thể hiện mặt tối và gợi cảm của Pristin. Bài hát được sáng tác bởi thành viên của nhóm là Simon Petrén, Ylva Dimberg và Jo Michelle. Phiên bản được phối lại bởi Anchor.

## Quảng bá
Phiên bản album của "Black Widow" đã được trình diễn lần đầu tiên trong một buổi giới thiệu được tổ chức để quảng bá Hi! Pristin vào ngày 22 tháng 3. Trong chương trình quảng bá cho single "Wee Woo", Pristin cũng một thời gian ngắn thực hiện bài hát trên một vài chương trình âm nhạc được lựa chọn, bao gồm M Countdown của Mnet. Sau khi các chương trình khuyến mãi được kết thúc, nhóm đã quảng bá phiên bản phối lại của "Black Widow" trong cả tuần dưới dạng đĩa đơn thứ hai của album, cũng được các chương trình âm nhạc gọi là "phiên bản ma cà rồng". Họ bắt đầu trên The Show của SBS MTV vào ngày 16 tháng 5, Show Champion của MBC Music vào ngày 17, và Inkigayo của SBS vào ngày 21. Bài hát cũng được thực hiện trong thời gian lễ hội KCON ở Nhật Bản vào ngày 19. Mặc dù quảng bá, 'Black Widow' thất bại trong việc xác lập vị trí trên các bảng xếp hạng âm nhạc.

## Track listing
| STT | Nhan đề                       | Thời lượng |
| --- | ----------------------------- | ---------- |
| 1.  | "Black Widow" (remix version) | 3:13       |

## Lịch sử phát hành
| Khu vực       | Ngày             | Định dạng                   | Nhãn                 | Ref.   |
| ------------- | ---------------- | --------------------------- | -------------------- | ------ |
| Hàn Quốc      | 19 tháng 5, 2017 | Digital download, streaming | Pledis Entertainment | [ 1 ]  |
| Toàn thế giới | 19 tháng 5, 2017 | Digital download, streaming | Pledis Entertainment | [ 14 ] |